# عبد الله سعود الحماد
عبد الله بن سعود الحماد مهندس سعودي يشغل منصب الرئيس التنفيذي للهيئة العامة للعقار في السعودية منذ مايو 2022م، وشغل قبلها العديد من المناصب أبرزها: منصب وكيل وزارة الشؤون البلدية والقروية والإسكان للأراضي والمساحة، ومنصب وكيل وزارة الإسكان المساعد للأراضي.

## الحياة العملية
يعمل المهندس عبد الله بن سعود الحماد حاليًا رئيسًا تنفيذيًا للهيئة العامة للعقار بالمملكة العربية السعودية، وعضوًا لمجلس إدارة الهيئة العامة للعقار منذ شهر مايو 2022، ورئيسًا للجنة البيع على الخارطة (وافي) ولجنة المساهمات العقارية (تصفية)، والمشرف العام على برنامج رسوم الأراضي البيضاء.
كما شغل عددًا من المهام القيادية، حيث تولّى منصب وكيل وزارة الشؤون البلدية والقروية والإسكان للأراضي والمساحة منذ شهر يونيو 2021، بعد أن كان وكيلًا مساعدًا للأراضي بوزارة الشؤون البلدية والقروية والإسكان (وزارة الإسكان سابقًا) منذ سبتمبر 2019، كما شغل منصب الوكيل المساعد للشؤون الفنية بوزارة الإسكان منذ شهر أغسطس 2018، وقبل ذلك عمل على تأسيس عدة برامج وإدارة مجموعة المبادرات المنبثقة من برنامج التحول 2020 ورؤية السعودية 2030، وذلك خلال فترة العمل مديرًا لبرامج الشراكات (مع القطاع الخاص لمشاريع التطوير العقاري على الأراضي الحكومية)، ومهتم بالابتكار والتحول الرقمي وشؤون الأراضي والعقارات.

## التعليم
- حاصل على درجة البكالوريوس في العمارة وعلوم البناء من جامعة الملك سعود، كلية العمارة والتخطيط (2010).
- حاصل على شهادة القيادات من كلية هارفرد للأعمال والنشر والتعلم المؤسسي (2020).[2]

## الرئاسات والعضويات
- رئيس لجنة تصفية المساهمات العقارية (تصفية) - مايو 2020.[5]
- رئيس لجنة بيع وتأجير الوحدات على الخارطة (وافي) - ديسمبر 2021.
- المشرف العام على برنامج رسوم الأراضي البيضاء - سبتمبر 2019.[8]
- أمين اللجنة الوزارية المشرفة على تطبيق رسوم الأراضي البيضاء - أغسطس 2022.
- عضو مجلس إدارة الهيئة العامة للعقار - يوليو 2021.
- عضو مجلس إدارة الهيئة العامة لعقارات الدولة - سبتمبر 2019.[9]
- عضو مجلس إدارة الهيئة العامة للمساحة والمعلومات الجيومكانية - سبتمبر 2021.
- عضو لجنة أراضي الدولة في الأمانة العامة لمجلس الوزراء - ديسمبر 2020.

وهو عضو في عدة مجالس إدارة ولجان عليا، منها: مجلس إدارة الهيئة السعودية للمقيمين المعتمدين، ومجلس إدارة المعهد العقاري السعودي، بالإضافة إلى عضوية لجنة أراضي الدولة بمجلس الوزراء، واللجنة التنفيذية لمعالجة وضع الأحياء العشوائية بمدينة مكة المكرمة، ولجنة النظر في إيقافات مدينة الرياض تحت مظلة مجلس إدارة الهيئة الملكية لمدينة الرياض، وعضوية مركز الإدارة الشاملة لمدينة مكة المكرمة والمشاعر المقدسة، وعضوية فريق العمل الدائم للصكوك الموقوفة والملغاة بوزارة العدل، وعدة لجان متفرقة في شؤون الأراضي والعقارات.

## وصلات خارجية
المهندس عبدالله الحماد ضيف برنامج الليوان مع عبدالله المديفر ( حكاية العقار )